# Jean Gachet (peintre)
Pour les articles homonymes, voir Jean Gachet.
 (août 2022).
Jean Gachet, né le 12 novembre 1920 à Quimperlé et mort en 28 janvier 2003, est un peintre français .

## Biographie

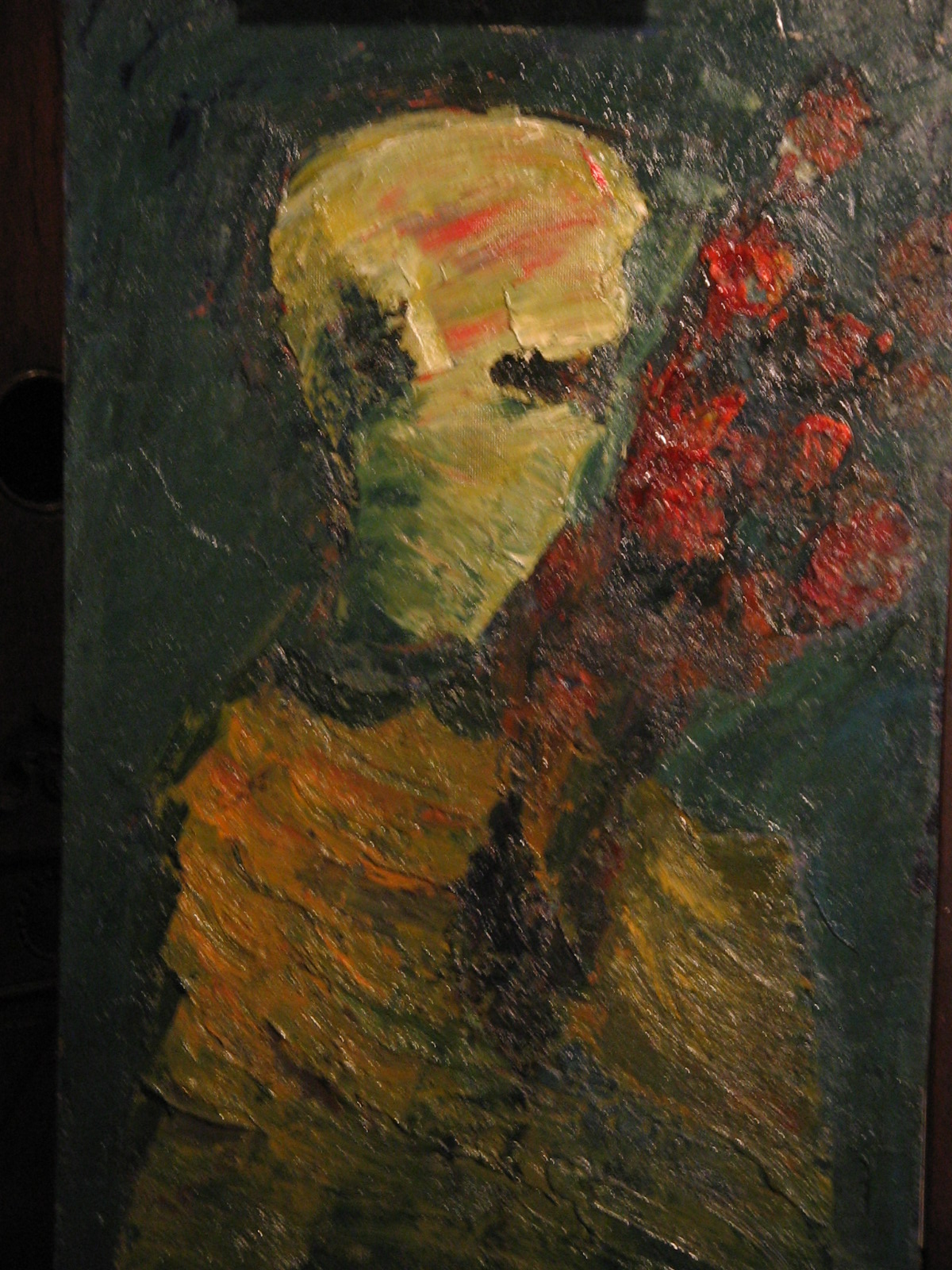
Homme au bouquet 1959.

Jean Gachet est né le 12 novembre 1920 à Quimperlé. Adolescent, il poursuit des études classiques à l'ombre de la Cathédrale de Reims, tout en fréquentant assidûment l'école des Beaux-Arts. À 18 ans, jaloux de son indépendance, il est instituteur pendant un an. Puis c'est la guerre, et pour échapper au STO en Allemagne, il entre dans la clandestinité où, pour survivre il s'adonne aux durs travaux de la campagne.
À la Libération, il a 25 ans, s'installe à Paris pour y réaliser sa grande ambition, s'inscrit à l'École des Beaux-Arts, et pour payer ses études, il est professeur suppléant de dessin et peintre en bâtiment. Premier Prix de Dessin de la Ville de Paris, Prix Sturler couronnent ses efforts tandis qu'il est logiste pour le Prix de Rome qui lui échappe de peu.
En 1954, le Prix Abd-el-Tif lui offre un séjour d'études en Algérie, de 1955 à 1957, qu'il prolongera d'un an (1958, année où il sera professeur de dessin au lycée Gautier), chassé par la guerre d'Algérie.
De retour en France, le Prix de la Maison Descartes lui permet un séjour en Hollande, où il découvre Rembrandt et Van Gogh. À Paris, la Galerie Raymond Creuze lui ouvre ses portes, et cette première exposition est saluée d'une préface du grand critique d'Art Waldémar George. L'année suivante, en 1959, il se voit décerner le grand Prix de la Critique.
La carrière artistique de Jean Gachet qui s'est déroulée sur une période d'à peine dix années, de 1955 à 1964, si courte fut-elle n'en fut que plus féconde.
De 1961 à 1964 avec l'École de Paris et la Galerie Charpentier, ses toiles parcourent le monde, accrochées aux mêmes cimaises que celles des grands d'aujourd'hui, tels Francis Bacon, Asger Jorn, Roberto Matta, Wifredo Lam, Ladislas Kijno, Soutine, Chagall…
La crise du marché de l'Art coïncidant avec la fermeture du marché américain, son contrat d'exclusivité avec la Galerie de Presbourg est rompu.
Désormais sans ressources, épuisé, il se tourne vers l'enseignement et occupe le poste de professeur de peinture à l'École nationale des Beaux-Arts de Lyon, et lorsqu'en 1990, il prend sa retraite, sa veine créatrice peut surgir à nouveau, aussi forte, différente certes, plus sereine, plus poétique, mais toujours aussi originale et énigmatique.

## Œuvre

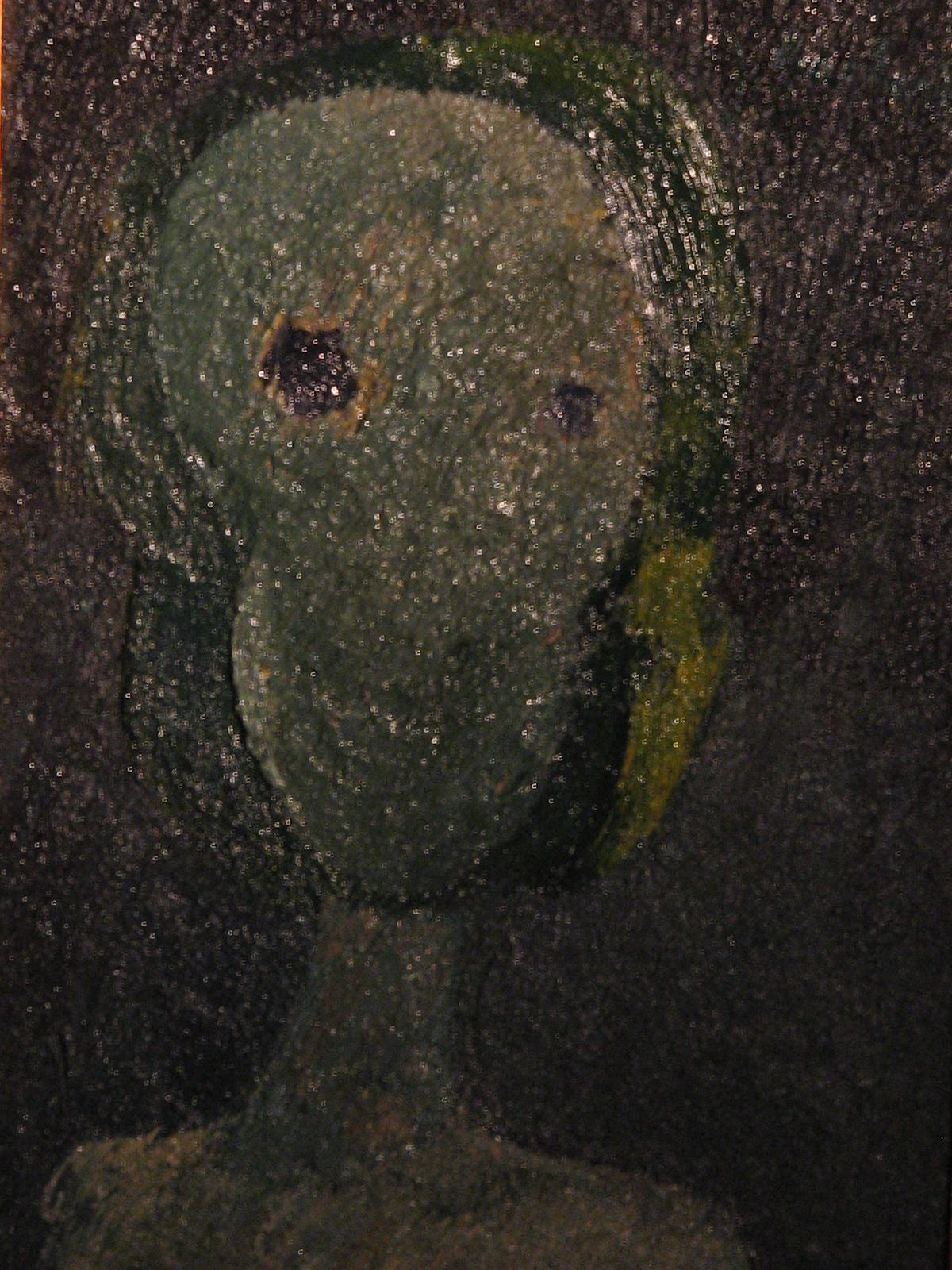
Jeune fille aux cheveux verts

Jean Gachet a toujours eu une haute idée du rôle de l’artiste et de sa mission dans la société, en tant que véritable révélateur de l’âme humaine.
Pour lui l’Art et l’Absolu se confondaient. Il était pleinement conscient qu’en contemplant l’œuvre de son inspiration, il recevait comme un écho du mystère de la Création. C’est ce qu’avait bien compris le grand critique d’Art Waldemar George quand il écrivait en 1964 : « Peintre du Memento Mori, Gachet est un artiste chrétien qui s’ignore et que l’Église ignore ».
De son enfance, il a su garder intact jusqu’à ses derniers jours, le souvenir émerveillé des légendes et des mythes de sa Bretagne natale. Son séjour algérien le révèle à lui-même. La simplicité primitive de ce peuple le renvoie à ses propres racines, le subjugue et lui fait découvrir toute la grandeur et la misère d’une humanité souffrante, dépouillée, une sorte d’univers biblique.
Mystique, la Mort fait partie intégrante de son univers intérieur, une de ses expositions ne s’intitule-t-elle pas  Danse Macabre, et ses rêves éveillés comme il aimait à le dire, nous livrent d’hallucinantes visions. Réduits à l’essentiel, des personnages énigmatiques, figures tragiques, sortes de fantômes, intermédiaires entre la vie et la mort, se dressent sur des fonds étrangement nus, constructions en quelques plans décisifs, pétries dans une pâte dense, riche, sorte de substrat informel.
C’est ce qu’a si bien exprimé Jo Girodon quand il écrit : « La première fois que j’ai vu la peinture de Gachet, je suis resté muet. Je venais d’entendre ce grand cri de douleur et d’espoir, ce cri intérieur qu’est l’expression picturale de Jean Gachet ».

## Expositions

### Expositions particulières de 1955 à 1964
- Alger :
  - 1956 : Galerie Chaix
  - 1958 : Galerie Comte et Tinchant
- Paris :
  - 1958 : Galerie Creuze, Préface de Waldemar George
  - 1960 : Galerie de Presbourg
  - 1962 : Galerie de Presbourg

### Expositions collectives et salons
- 1949 : Galerie de la Maison des Beaux-Arts. Paris.
- 1957 : Alger. Centre culturel américain
- 1959 : Galerie Saint Placide (Prix de la Critique)
- 1960 : Salon des peintres témoins de leur temps. Musée Galliera (Fondateur: Isis Kischka)
- 1961-1962-1963 : L'École de Paris. Galerie Charpentier / Paris Düsseldorf. Tokyo
- 1961 : Salon d'automne, Grand Palais. Paris
- 1961 : Galerie Océane au Havre.
- 1961 : Galerie Hervé Paris.
- 1961 : Casino de Saint-Galmier.
- 1961 : Galerie Chimène à Saint-Étienne.
- 1962 : Salon Comparaisons à Vienne Autriche. Académie des Beaux-Arts
- 1962 : L’École de Paris. Galerie Charpentier. Faubourg-Saint-Honoré.
- 1963 : Galerie Cécile de Terssac à Cannes.
- 1963 : Mont-de-Marsan. Exposition organisée par G. Dornand
- 1964 : Salon Comparaisons. Musée d'Art Moderne de la Ville de Paris (Préface de Waldemar George)
- 1964 : Galerie Jeanne Chastel à Paris.
- 1964 : Grands et Jeunes d'Aujourd‘hui. Musée d'Art Moderne de Paris.
- 1964 : Peintres européens. Galerie Suillerot. Paris.

### Titres des œuvres principales
- L'Homme à la Charrette
- LHomme au soleil couchant
- Figure aux têtes de mouton
- L'Homme au poulet
- Les trois clowns
- Visages de la Nuit
- Danse macabre
- L'Ankou
- La Tempête
- L'Ame des grands bois
- Sphinx
- Homo homini lupus